# Quỹ bình ổn tài chính châu Âu
Quỹ bình ổn tài chính châu Âu (tên tiếng Anh: European Financial Stability Facility, viết tắt tiếng Anh: EFSF) là một công cụ có mục đích đặc biệt được tài trợ tài chính bởi các thành viên của Liên minh châu Âu để giải quyết cuộc khủng hoảng nợ công châu Âu. Quỹ này đã được đồng ý bởi các thành viên 27 quốc gia thành viên của các Liên minh châu Âu vào ngày 09 tháng năm 2010, với mục tiêu bảo tồn sự ổn định tài chính ở châu Âu bằng cách cung cấp hỗ trợ tài chính khu vực châu Âu các quốc gia trong khó khăn kinh tế. Trụ sở của quỹ này đóng ở Thành phố Luxembourg. Các dịch vụ quản lý ngân khố và hỗ trợ hành chính được cung cấp cho Quỹ bởi Ngân hàng Đầu tư châu Âu thông qua hợp đồng cấp độ dịch vụ.
EFSF được ủy quyền cho vay lên đến 440 euro, trong đó 250 tỷ euro vẫn còn có sẵn sau khi giải cứu Ireland và Bồ Đào Nha. Một thực thể riêng biệt, cơ chế ổn định tài chính châu Âu (EFSM), một chương trình dựa trên quỹ tăng trên thị trường tài chính và Ủy ban châu Âu sử dụng ngân sách của Liên minh châu Âu (EU) làm tài sản thế chấp bảo lãnh, có thẩm quyền để nâng cao lên đến 60 tỷ euro.

## Chức năng
Nhiệm vụ của EFSF là để "bảo vệ sự ổn định tài chính ở châu Âu bằng cách cung cấp hỗ trợ tài chính" để các quốc gia khu vực đồng euro.
EFSF có thể phát hành trái phiếu hoặc công cụ nợ khác trên thị trường với sự hỗ trợ của Cơ quan quản lỵ nợ Đức để nâng số tiền quỹ cần thiết để cung cấp các khoản cho các quốc gia khu vực euro vay trong khó khăn tài chính, tái cơ cấu vốn các ngân hàng hoặc mua nợ công Việc phát hành trái phiếu sẽ được hỗ trợ bởi các bảo lãnh được đưa ra bởi các quốc gia thành viên khu vực đồng tiền chung châu Âu tương ứng với tỷ lệ chia sẻ của họ trong vốn góp của các Ngân hàng Trung ương châu Âu (ECB).